# 클롱호이콩군
클롱호이콩군은 송클라주의 행정 구역이다. 이 지역의 총 인구 수는 2005년 기준으로 23504명이다. 인구 밀도는 85.4km2이다.

## 행정 구역
| 번호 | 지명             | 태국어 지명 | 빌리지 | 인구  |  |
| 1.   | Khlong Hoi Khong | คลองหอยโข่ง  | 7      | 5,408 |  |
| 2.   | Thung Lan        | ทุ่งลาน       | 9      | 6,141 |  |
| 3.   | Khok Muang       | โคกม่วง      | 9      | 7,232 |  |
| 4.   | Khlong La        | คลองหลา     | 7      | 4,723 |  |